# Lance S. Cousins

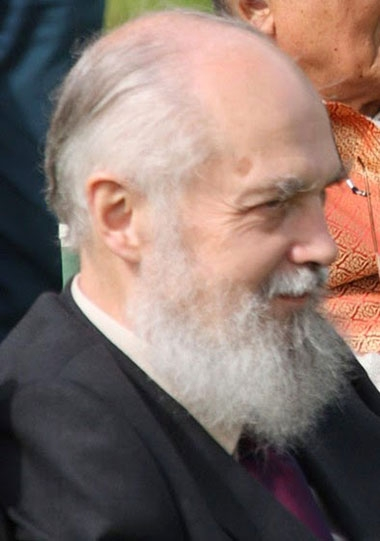
Lance S. Cousins, 2012.

Lance Selwyn Cousins (* 7. April 1942 in Hitchin, Hertfordshire, Großbritannien; † 14. März 2015 in Oxford) war ein führender britischer Wissenschaftler auf dem Gebiet der Buddhismusforschung.

## Leben und Wirken
Cousins studierte Geschichte und Orientalistik an der Universität Cambridge, und dabei Sanskrit bei Sir Harold Bailey und Mittelindisch bei K. R. Norman. Bei Norman wurde er mit einer Arbeit zur Saṃyutta Nikāya ṭīkā promoviert. Danach arbeitete er als Dozent am Department of Comparative Religion an der Universität Manchester. Dort lehrte er zu den Themen Buddhismus, Hinduismus, Mystik in den Weltreligionen, Pali und Sanskrit und arbeitete im Vorstand der englischen Pali Text Society mit.
In den 1990er Jahren ging er als Fellow an das Wolfson College der Universität Oxford und war Mitglied des von Richard Gombrich gegründeten Oxford Centre for Buddhist Studies.
Cousins veröffentlichte bedeutende wissenschaftliche Arbeiten auf dem Gebiet des Pali-Buddhismus und des Abhidhamma.
In den Jahren 2002–2003 war er Präsident der Pali Text Society.
Cousins erhielt zahlreiche Auszeichnungen für sein wissenschaftliches Werk, darunter eine Honorar-Professur der buddhistischen Mahamakut-Universität, Bangkok, Thailand.
In Cambridge hatte Cousins den thailändischen Ex-Mönch und Meditationslehrer Boonman Poonyathiro kennengelernt, dessen Form der Samatha-Meditation ihn sehr stark inspirierte. Seit dieser Zeit wirkte Cousins neben seiner akademischen Arbeit auch als Lehrer der buddhistischen Meditation. Er war ein Gründungsmitglied des englischen Samatha Trust, der Samatha Association, des Manchester Centre for Buddhist Meditation in Chorlton-cum-Hardy und initiierte Samatha-Meditationsgruppen an allen Universitäten, an denen er unterrichtete. In seiner Tätigkeit als Meditationslehrer leitete er Retreats in Großbritannien, Irland, den USA und Sri Lanka.

## Publikationen
- Publikationen online.